# Sigoulès
Sigoulès (okcitansko Lo Sigolés) je naselje in občina v francoskem departmaju Dordogne regije Akvitanije. Leta 2007 je naselje imelo 800 prebivalcev.

## Geografija
Kraj leži v pokrajini Périgord 15 km jugozahodno od Bergeraca.

## Uprava
Sigoulès je sedež istoimenskega kantona, v katerega so poleg njegove, vključene še občine Cunèges, Flaugeac, Gageac-et-Rouillac, Gardonne, Lamonzie-Saint-Martin, Mescoules, Monbazillac, Monestier, Pomport, Razac-de-Saussignac, Ribagnac, Rouffignac-de-Sigoulès, Saussignac in Thénac z 9.668 prebivalci.
Kanton Sigoulès je sestavni del okrožja Bergerac.

## Zanimivosti
- Château de la Baissière,
- romanska cerkev sv. Jakoba, vmesna postaja na romarski poti v Santiago de Compostelo (Via Lemovicensis),
- pokopališka cerkev v Lestignacu iz 13. do 15. stoletja.